# Líra (hangszer)
A líra (lyra, lüra, néha lant; görög λύρα) ókori görög húros, pengetős hangszer, illetve többféle hasonló felépítésű hangszer gyűjtőfogalma. Jellemzője, hogy nagyjából egyenlő hosszúságú húrjai egy üreges hangszertesttől kiindulva az arra rögzített két szarvszerű nyúlványon keresztbe vetett rúdhoz csatlakoznak.
A líra a régi görögök legfontosabb, nagy becsben tartott hangszere volt a bronzkortól kezdve civilizációjuk végéig. Műkedvelő és hivatásos zenészek játszottak rajta, használták ének és tánc kíséretére, vallási ünnepek felvonulásain, zenei versenyeken, szórakoztatásként társas összejöveteleken, zeneoktatásra. A líra szó jelentheti a mitikus Hermész találmányának tekintett teknőcpáncél testű hangszerváltozatot, a khelüsz-lírát, de más hasonló felépítésű hangszert, a phorminxot, a kitharát vagy a barbitoszt is.
A lírát nem a görögök találták fel, Mezopotámiában a Kr. e. 4. évezredben már használtak ilyen hangszert, de a görögök közvetítésével jutott el az etruszkokhoz, a rómaiakhoz. Afrika területén ma is fellelhetők az antik lírára hasonlító népi hangszerek.
A középkortól kezdve több más, az antik lírához nem kapcsolható vonós, később forgatókaros, mechanikus hangszert is lírának neveztek.

## Leírása

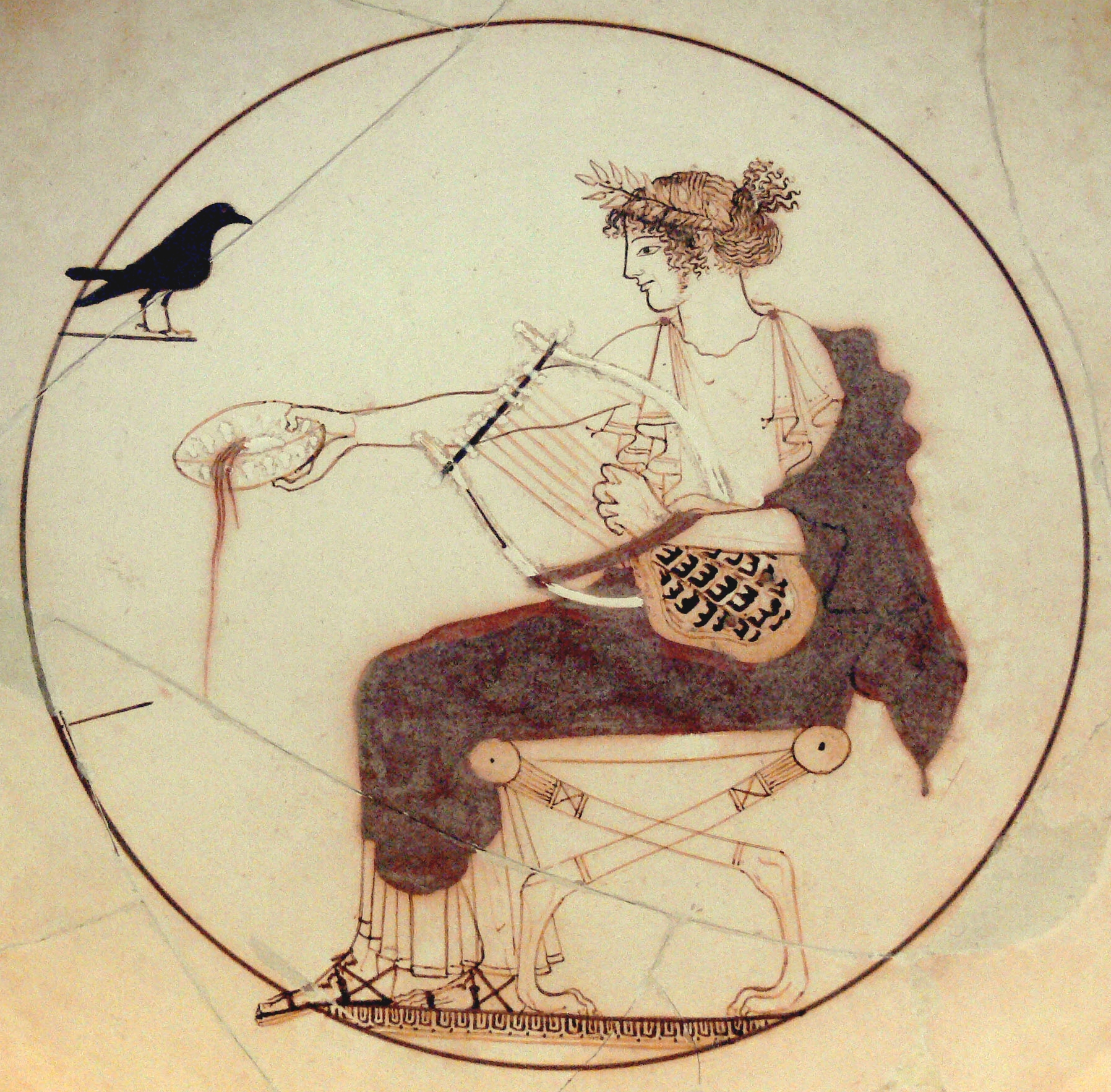
Apollón teknőchátú lírával

### Besorolása
A lírák a húros, kordofon hangszerek egy jellegzetes csoportját alkotják. A hárfaféléktől leginkább abban különböznek, hogy húrjaik egyenlő hosszúságúak, a lantok többségétől pedig abban, hogy nincs nyakuk, fogólapjuk, a húrok mindig teljes hosszukban, lefogás nélkül szólalnak meg. A citeraszerű hangszerektől eltérően a lírák egymástól elválaszthatatlan két részből: húrhordozó apparátusból és hangsugárzó testből állnak. Ugyanakkor a lírák hasonlítanak is e három hangszercsoportra: a hárfákhoz abban, hogy felépítésük olyan, hogy húrjaikhoz mindkét oldalról hozzá lehet férni; a lant- és citerafélék többségéhez abban, hogy húrjaik a hangszertest hangsugárzó felületével, a hangszertetővel párhuzamos síkban vannak.

### Felépítése

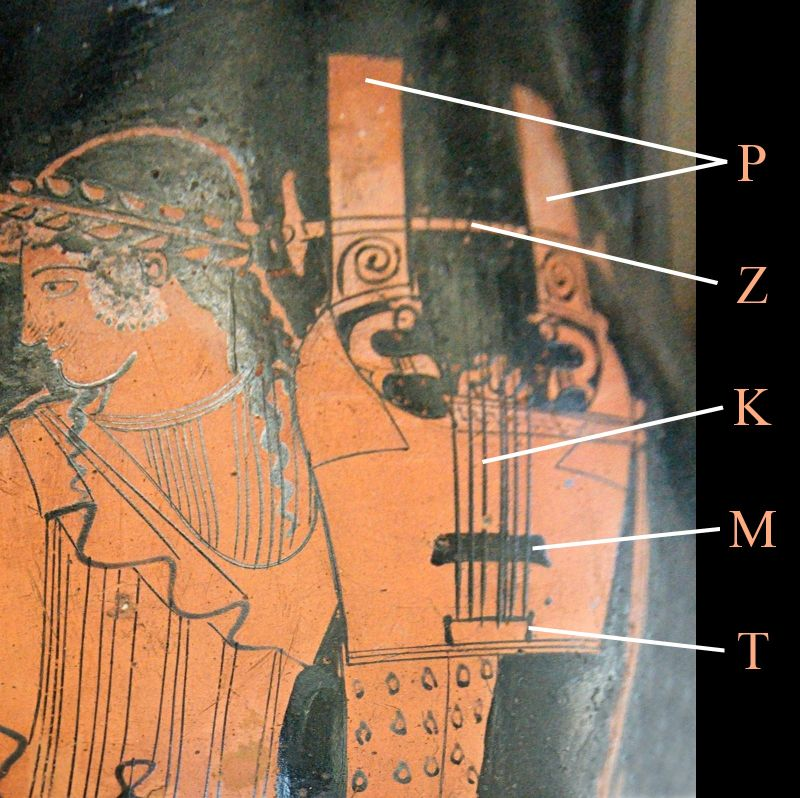
A líraformájú hangszerek – itt egy kithara – főbb részei

Az ógörög lírák teste lehet alul lekerekített, téglalap vagy trapéz alakú lapos, üreges fadoboz, de készülhet úgy is, hogy teknőc hátpáncéljára, vagy csészeformára faragott fatestre pergamenszerűen kikészített bőrt feszítenek. Az előbbi típushoz tartozó lírákat a hangszertudomány dobozlírának, az utóbbihoz tartozókat csészelírának nevezi.
A testhez két szarvszerű nyúlvány (pékhüsz, a képen P) csatlakozik, melyek egy vékony, henger formájú keresztrudat (zügon, Z) tartanak. Erre tekeredik a húrok (khordai v. neürai, K) egyik vége egy-egy bőrből vagy textíliából tekert elforgatható, elcsúsztatható hangológyűrű (kollopsz) közvetítésével. A húrok másik vége a hangszertetőn nyugvó húrlábon (magasz, M) áthaladva a húrtartóhoz (khordotonon, T) fut. A hangszer fontos kelléke a szilárd tartást segítő karpánt (telamón) és a pengető (pléktron).

### Húrozása
Az antik lírák húrjait juhbélből sodorták. Hogy az egyenlő hosszúságú, de különböző hangolású húrok nagyjából egyforma feszesek legyenek – ahogy ezt a kiegyenlített hangzás, illetve a játéktechnika szempontjai megkívánják –, különböző vastagságúaknak kellett lenniük. Ez úgy valósítható meg, hogy a húr készítése során a bél-alapanyagból kevesebbet vagy többet sodornak össze húrrá. Homérosznál a hangszerhúr gyakori jelzője a „jól sodrott” (ἐυστρεφής).

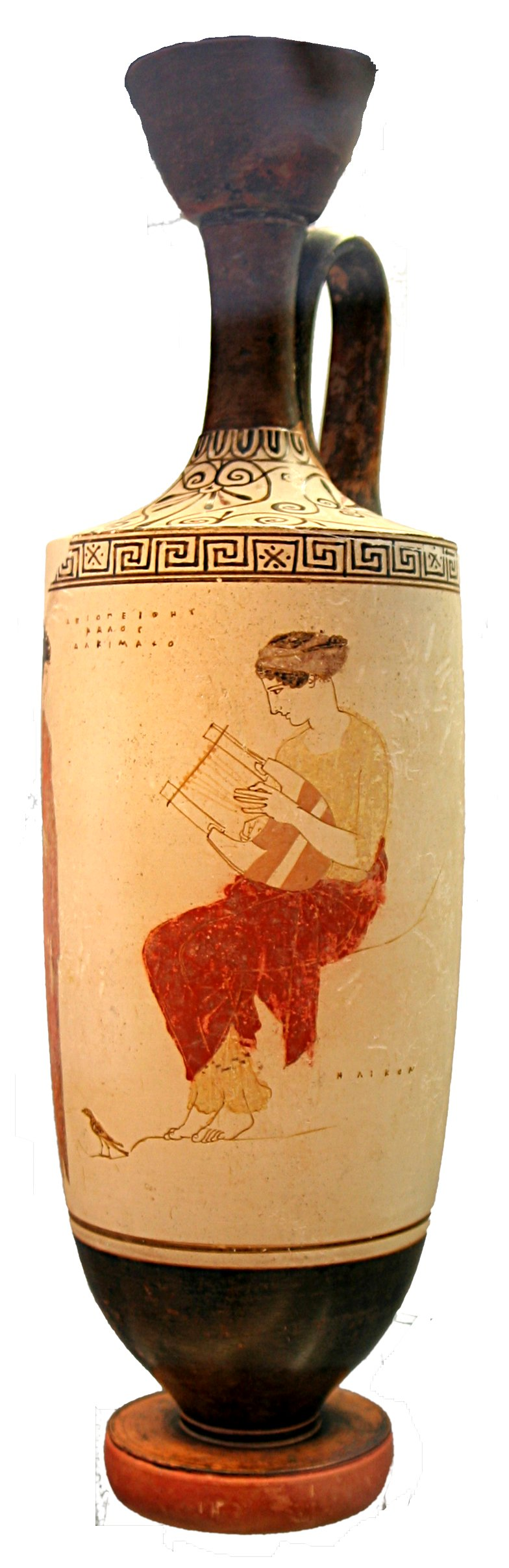
Múzsa lírával

Egyetlen korabeli írás sem ismert, ami egyértelműen eligazítana ebben, de valószínű, hogy az antik görög lírák húrjainak hangmagassága – a hangszert szemből nézve – balról jobbra emelkedett. Más szavakkal: játék közben a zenész testéhez közelebbi húrok voltak a mélyek, a távolabbiak a magasak. Ha a zenész erősen megdöntve tartotta hangszerét, ahogy ez sok líraábrázoláson látható, akkor a „fölső” húrok voltak a mélyek, az „alsók” a magasak, ami megmagyarázhatja a görögöknek a hangmagasságokkal kapcsolatos sajátos, a mienkhez képest fordított szemléletmódját.
A görögök hangrendszerük, a szüsztéma teleion középső oktochordjának, oktávjának hangjait a líra megfelelő húrjairól nevezték el: nété (’legalsó’, vagyis az előbbiek alapján a legmagasabb), paranété (’legalsó melletti’), trité (’harmadik’, ez a héthúros líráról hiányzott), parameszé (’középső melletti’), meszé (’középső’), likhanosz (’mutatóujj’), parhüpaté (’legfelső melletti’), hüpaté (’legfelső’, azaz legmélyebb húr). Ezek az elnevezések nem utalnak abszolút hangmagasságokra, mint a mi zenei hangneveink, de még az egymáshoz képesti relatív hangközökre sem, a hangsorok többféle genoszhoz tartozhattak, más-más harmóniát, oktávfajtát alkothattak.
A líra családjába tartozó hangszereknek a görögöknél valószínűleg a mükénéi korszaktól kezdve mindig hét húrjuk volt, de elképzelhető az is, hogy az eredetileg négyhúros – egy tetrachordot átfogó – hangszer később egészült ki héthúrosra. Ha hétnél több húrt alkalmaztak, azt feltehetőleg nem a hangterjedelem növelése érdekében tették, hanem hogy áthangolás nélkül többféle harmóniában, hangnemben lehessen rajtuk játszani. A mitikus hét húrtól való eltérés a konzervatívabbak számára szentségtörésnek, a zene megerőszakolásának számított.

## Elnevezései, változatai

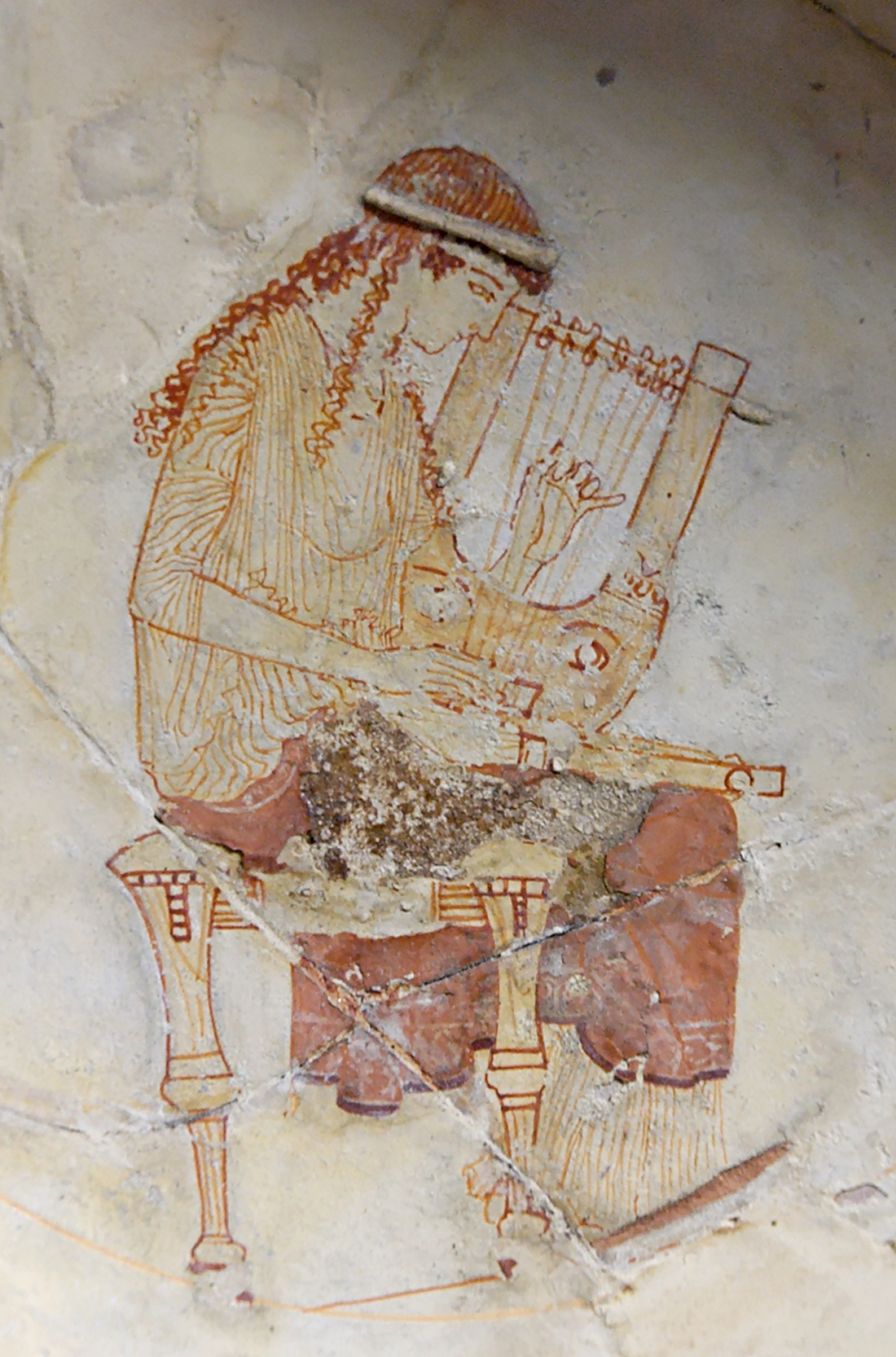
Múzsa „bölcsőlírát” hangol – talán ilyen lehetett a phorminx

A líra (λύρα) szó eredete ismeretlen, az szinte biztos, hogy nem görög, nem is indoeurópai. Az ógörög szerzőknél több egymástól eltérő hangszertípust jelölhet, és megfordítva, az egyes líraformájú hangszereket többféle néven is említhetik. A líra, khelüsz, barbitosz, phorminx, kitharisz, kithara szavakat nem könnyű megfeleltetni a lírafélék sokféle korabeli ábrázolásának, melyek kerámiákon, plasztikai alkotásokon, érméken, pecsétnyomókon maradtak fenn. Az is megnehezíti az azonosítást, hogy a felsorolt hangszerek felépítése, játékmódja, húrjainak száma, kulturális szerepe hasonló.

### Khelüsz-líra és barbitosz
Homérosz eposzaiban a phorminx és a kitharisz – rokonértelműnek tűnő – szavak nevezik meg a dalok kíséretére használt pengetős hangszereket, a líra (λύρα) szó egyszer sem fordul elő. A Homérosz nevével jelzett művek közül egyedül a jóval későbbre datálható Hermész-himnuszban szerepel ez a szó, miközben elmeséli, a mondabeli Hermész hogyan alkotta meg az első ilyen hangszert egy teknőc kivájt páncéljából. Valószínű, hogy a líra szó eredetileg ezt a hangszerváltozatot, a teknőclírát, khelüsz-lírát (χέλυς) jelöli, de úgy tűnik, a korai görög költészetben, Alkman, Szapphó műveiben és a Kr. e. 5. századi tragédiákban általános értelemben is vonatkozik a líraformájú hangszerekre.
A khelüsz-lírához hasonlóan teknőcpáncél testű hangszer a barbitosz (βάρβιτος), de annál nagyobb, összetettebb formájú szarvai, hosszabb húrjai vannak, tehát nyilván mélyebb hangolású. Neve az archaikus lírai költészetben bukkan fel először, a képi és irodalmi ábrázolásokon különösen Anakreón költőhöz, Leszbosz szigetéhez társul.

### Phorminx és kithara
A líraformájú hangszerekre használt phorminx és kitharisz szavak a görög nyelvben régebbiek, mint a líra, sőt, a líra pengetését jelentő görög ige is a kitharisz szóval függ össze (λύρῃ κιθαρίζειν). Mai tudásunk szerint ezek a szavak dobozlírákat jelölnek, a khelüsz-lírával és a barbitosszal ellentétben e hangszerek teste fából készült, lapos, dobozszerű felépítésű.
A korabeli képi és plasztikai ábrázolásokon a dobozlírák két fő típusát lehet megkülönböztetni: az egyiknek alul lekerekített hangdoboza van, szarvai egyenesek, párhuzamosak, vaskosak; a később megjelenő másiknak teste nagy méretű, szögletes, legtöbbször trapéz alakú, szarvai az előzőhöz hasonlóak, de egy kecses ív közvetítésével csatlakoznak a testhez. Az elsőt alul ívelt formája után bölcsőlírának, bölcsőkitharának nevezik, hasonlít ahhoz a hangszertípushoz, amit a minószi freskókon, a mükénéi vázafestményeken lehet felismerni, ezt a hangszertudomány gyakran Homérosz phorminx (φόρμιγξ) nevű hangszerével azonosítja; a második a tulajdonképpeni klasszikus kithara (κίθαρα), koncertkithara.
A görög dobozlírák családjába tartozó, ritkán ábrázolt líratípus még az erősen ívelt szarvú, változatos formájú „trákiai” és a téglalap alakú „italióta” kithara.

Görög lírafélék
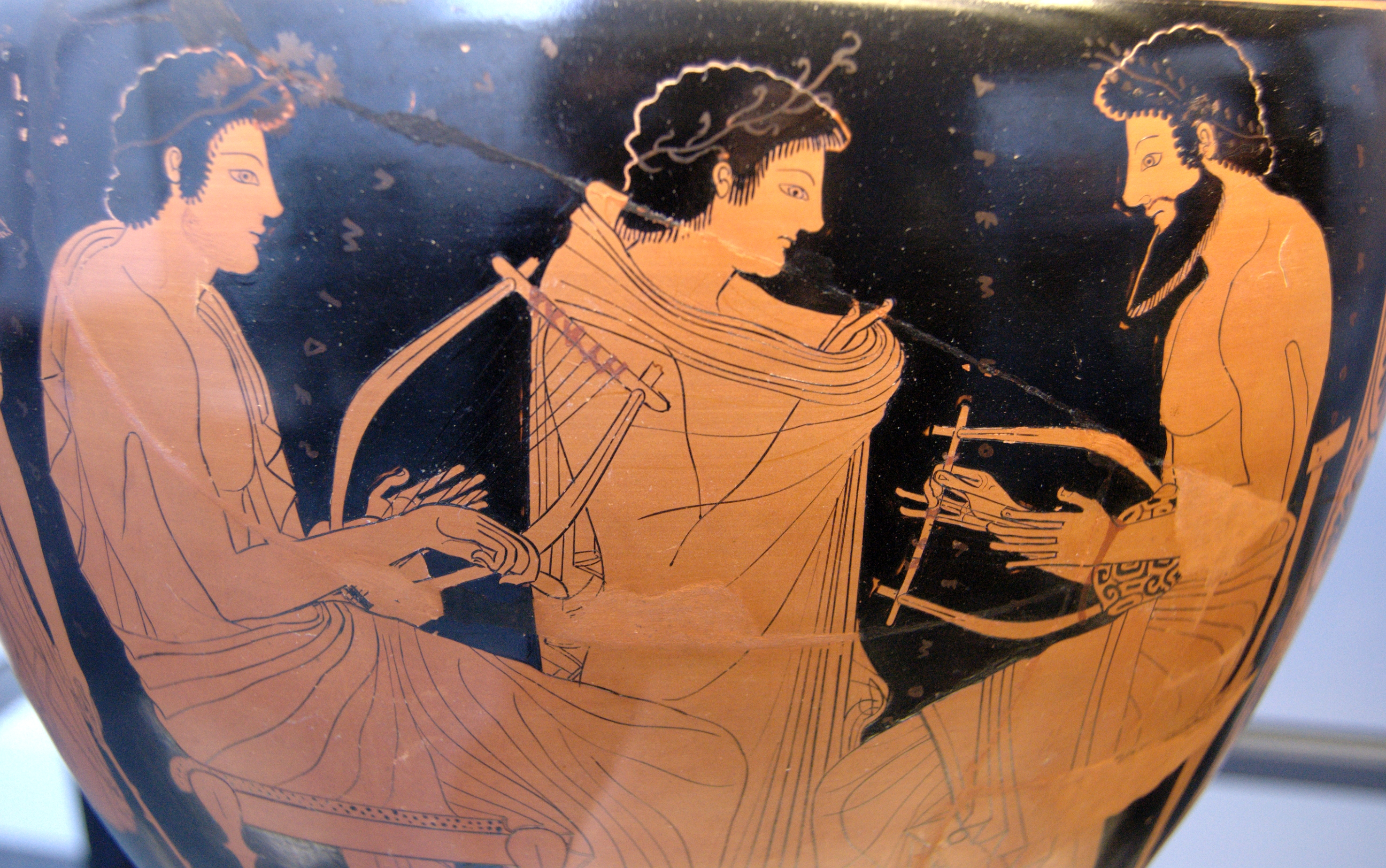
Zeneóra teknőclírával
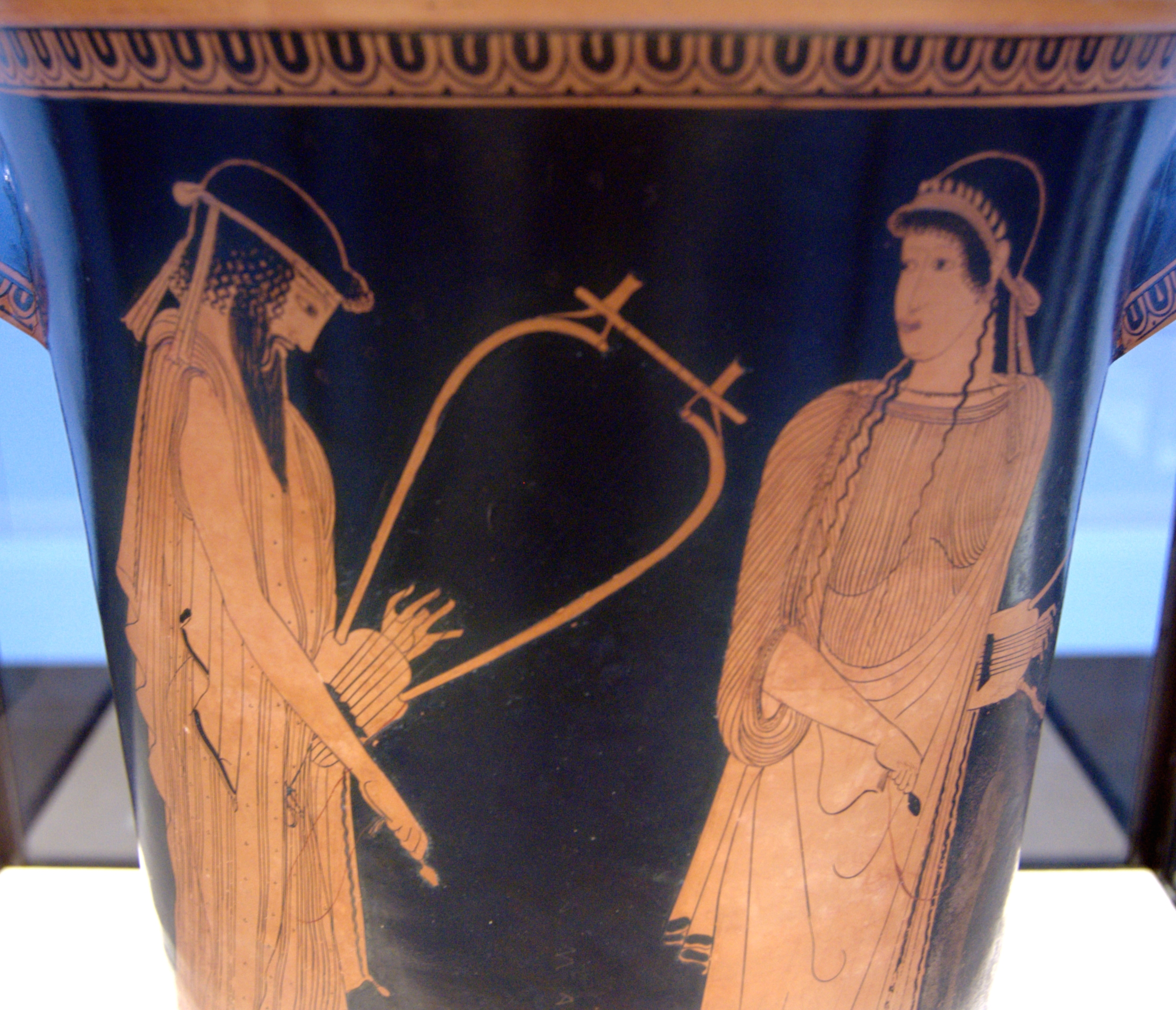
Alkaiosz és Szapphó barbitosszal
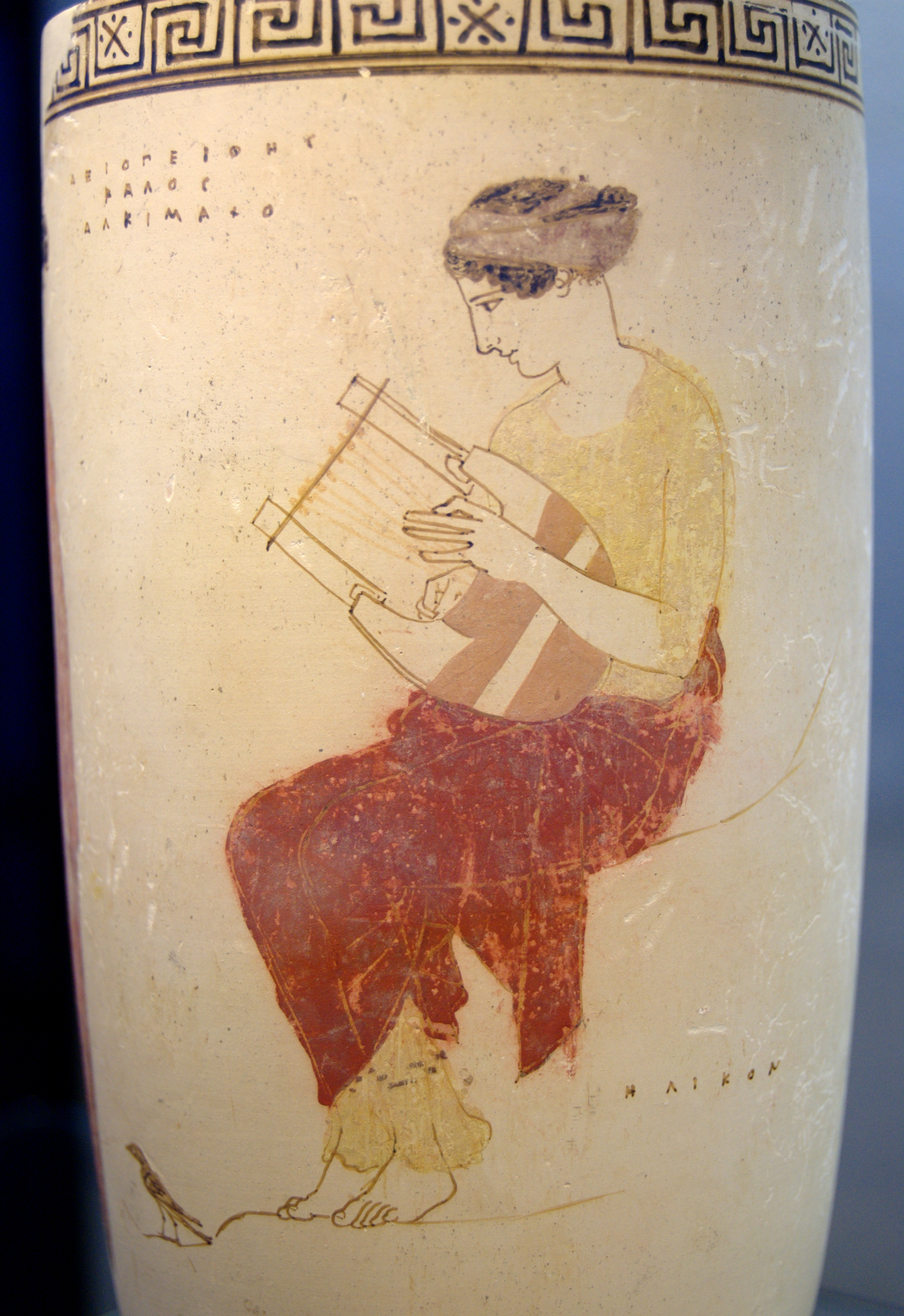
Bölcsőlíra vagy phorminx egy múzsa kezében
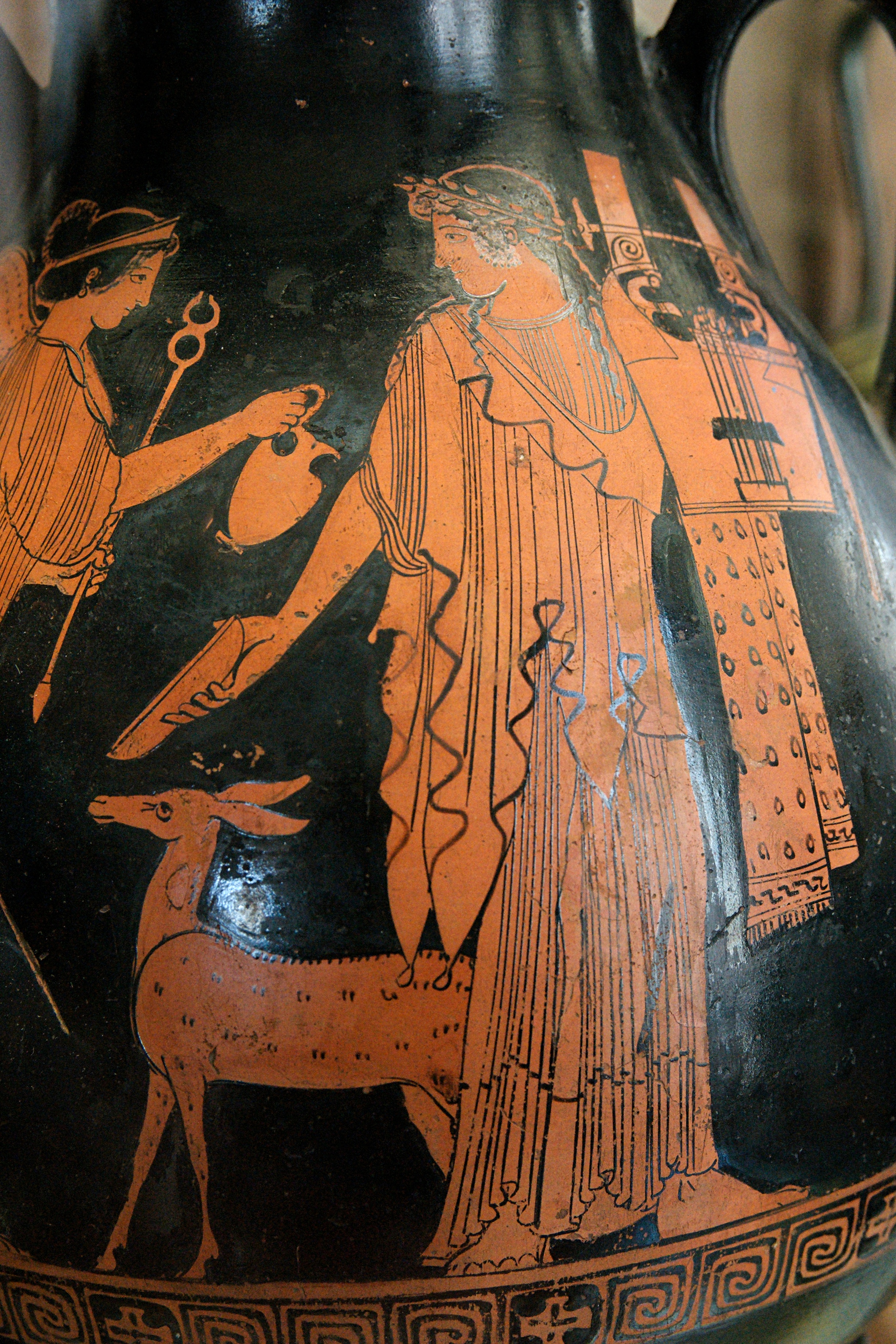
Apollón, kezében kithara

## Használata
Szőke haját Parnassus-bérci babér koszorúzza 

Phoebusnak, bíbor-köpenyével söpri a földet, 

ind elefántcsonttal s gyöngyökkel díszes a lantja 

baljában, s a verő-vesszőcskét jobbkeze tartja; 

már ahogy áll: művész. Azután pendíti hüvelyke 

mesterien húrját; Tmolus, bűvölten az édes 

hangtól hátráljon – Pant inti – a síppal a lanttól.
Ovidius: Átváltozások, részlet 
 Devecseri Gábor fordítása
A különböző lírafélék használati módja csak kis mértékben tért el egymástól. A kitharán az ábrázolásokon elsősorban állva, a többi líratípuson ezen kívül még ülve, a hangszert a térdre helyezve, a kis méretű khelüsz-lírán fekvő helyzetben is játszhatnak. Tánc közben, felvonulásokon menet közben is használhatják. A nők leggyakrabban ülve pengetik hangszerüket. A lírát a zenész a bal karjával testéhez szorítja, ebben egy csuklójára erősített pánt, a telamón is segíti. A kitharát nagyjából függőlegesen, a teknőclírát, a barbitoszt megdöntve tartja.
A jobb kéz pengetőt, pléktront használ a húrok megszólaltatására, ami egy hosszabb zsinórral van a hangszerhez rögzítve. A bal kéz szerepe nem tisztázott, talán a megpendített húrok tompítása volt feladata, de lehet, hogy pengette is a húrokat, vagy esetleg a húrok középpontjának tompításával, a húrok „megosztásával” (dialepszisz) üveghangok előállításában működött közre, ezzel növelve a hangterjedelmet.
A líracsalád különböző tagjai együtt, vagy más hangszerekkel, például aulosszal is szerepelhetnek. Az előadók legtöbbször professzionális vagy amatőr férfiak. A klasszikus kor vázafestményein gyakoriak a női zenészek, de ők valószínűleg nem hivatásosak.
A képi ábrázolások, irodalmi utalások alapján elmondható, hogy líra a régi görögök egyik legfontosabb, legnépszerűbb hangszere volt, jelentőségben csak a nádnyelves fúvós hangszer, az aulosz mérhető hozzá. A líra a fiatalok nevelésében fontos helyet elfoglaló zenetanulás elengedhetetlen kelléke, műkedvelő és hivatásos muzsikusok nagy becsben tartott instrumentuma volt. Ének és tánc kíséretére használták vallási ünnepek felvonulásain, összejöveteleken, lakomákon. A kithara – szólóhangszerként vagy éneket kísérve – zenei versenyeken is megszólalt ünnepelt művészek kezében, akik a vázafestmények tanúsága szerint csak rájuk jellemző, különlegesen díszített öltözékükkel is kifejezték nem hétköznapi mivoltukat. Ugyanakkor a nagy kithara-művészeket gyakran komédiákban tették nevetségessé.

## A líra a mitológiában

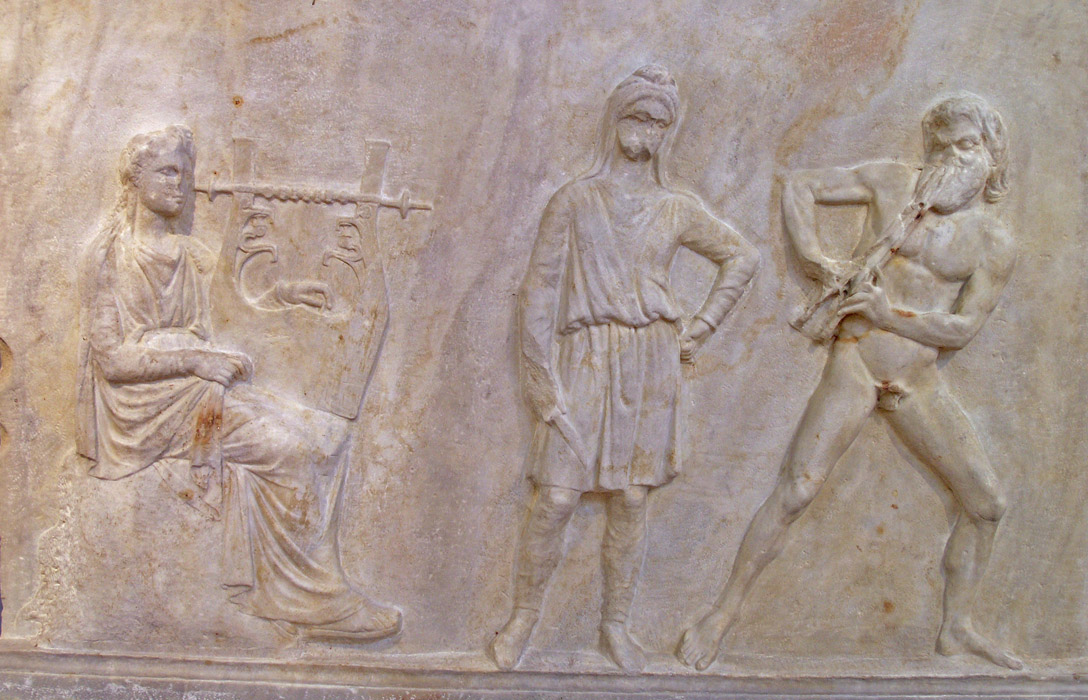
Apollón és Marszüasz párviadala

A líra, de legalábbis a hellének legsajátabb líratípusa, a teknőclíra a mítoszokban isteni eredetű. Születésének történetét a homéroszi Hermész-himnusz mondja el: eszerint Hermész, melőtt még újszülöttként ellopta Apollón barmait, egy teknőst talált, amelyből megalkotta az első lírát. Mikor Apollón meglelte a tolvajt, Hermészt, az lírajátékával engesztelte őt ki, majd neki adta hangszerét.
Marszüasz, a szatír, az aulosz mestere vakmerően zenei vetélkedésre hívta ki Apollónt, aki lírajátékával – kis csalafintasággal – legyőzte őt, majd elevenen megnyúzta.
Amphión thébai király, mikor városa falait kellett megerősíteni, Hermésztől kapott lírájának hangjaival a köveket arra késztette, hogy maguktól épüljenek a falba.
Héraklészt Linosz, Apollón fia tanította zenére. Nem volt megelégedve előmenetelével, megfenyítette tanítványát, mire az hirtelen haragjában a kezében lévő lírával agyonütötte.
Orpheusz, a legendás dalnok Apollóntól kapta hangszerét, a lírát, aminek hangjaival megbabonázta a vadállatokat, megindította az élettelen tárgyakat. Amikor kedvesét, Eurüdikét elvesztette, lement érte az alvilágba. Zenéjével a halált is legyőzte, meglágyította Hadész és Perszephoné szívét, akik visszaengedték Eurüdikét a földi világba.
Mikor Orpheusz meghalt, hangszere a tengerbe esett és Leszbosz szigetéig sodródott, ahol – állítólag – egy valóságos, de mítoszokkal övezett muzsikus, Terpandrosz halászta ki. Ezzel vette kezdetét a görögök számára a líra földi történelme.

## Története

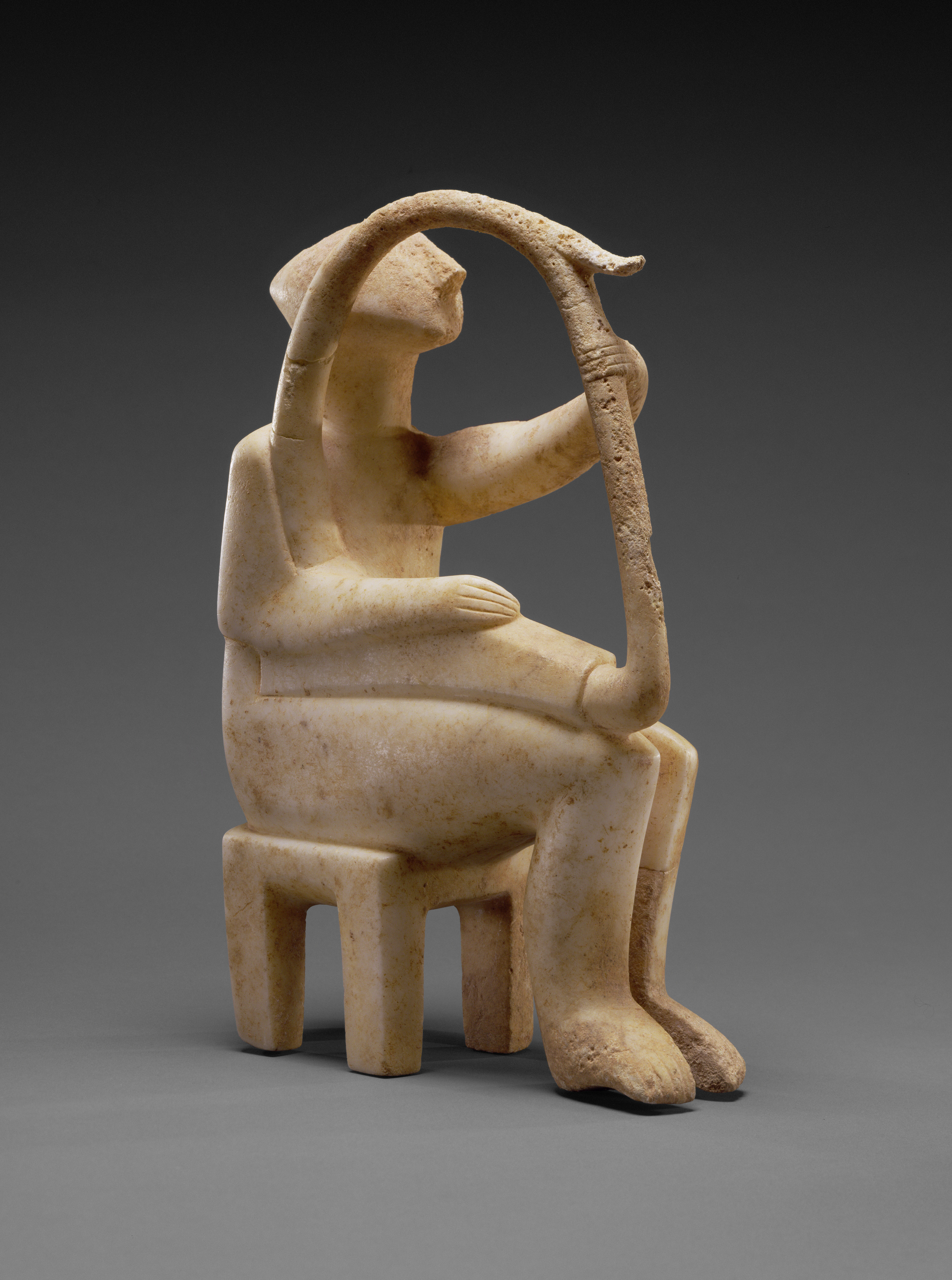
Hárfás a kükladikus kultúrából (Kr. e. 2700 – 2300)
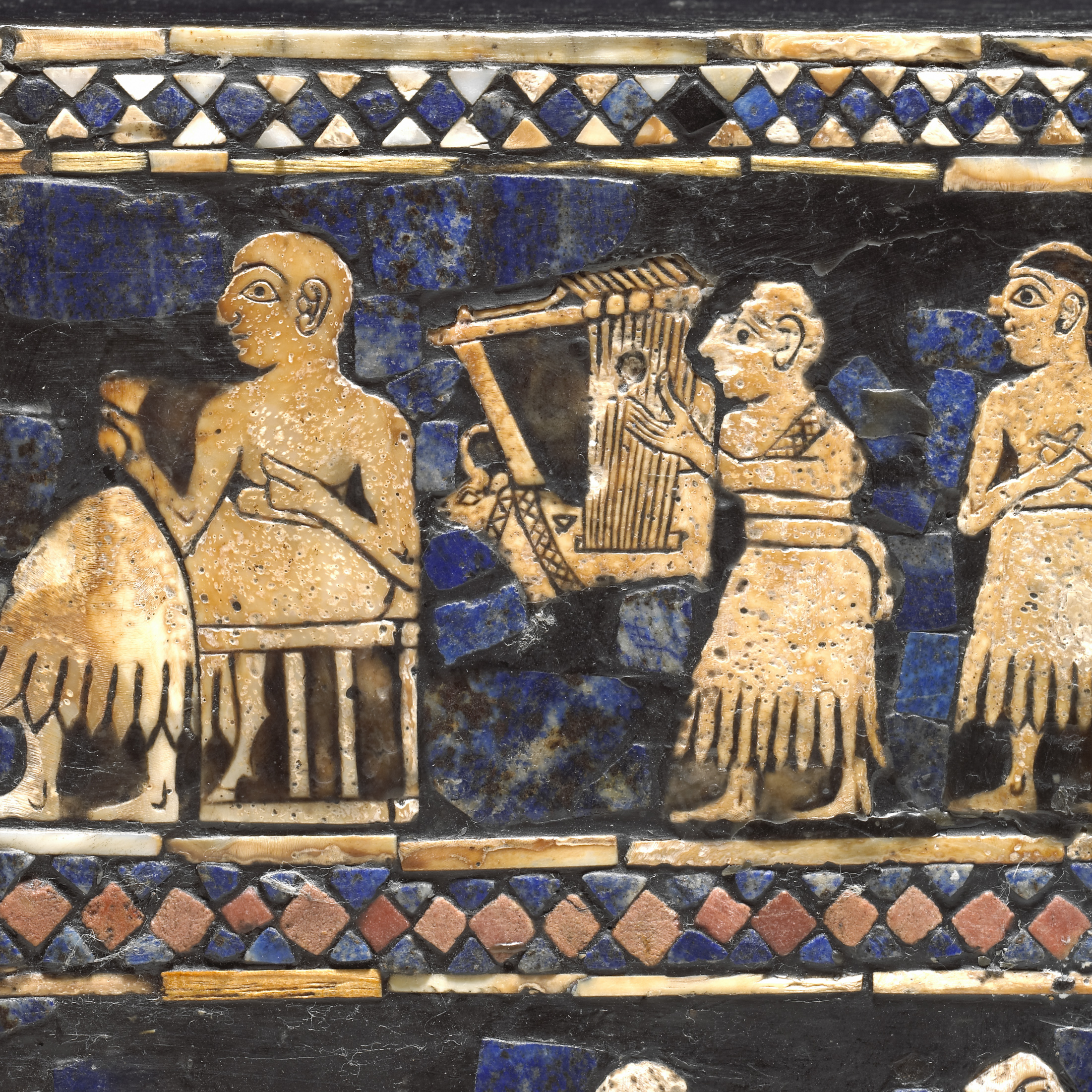
Líra ábrázolása Ur városából (Kr. e. 2600 – 2400)
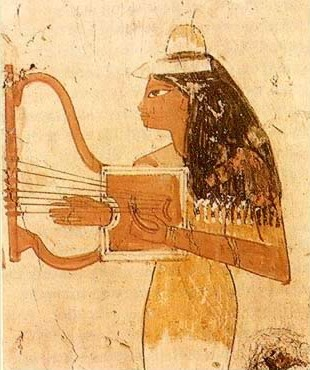
egyiptomi líra egy falfestményen
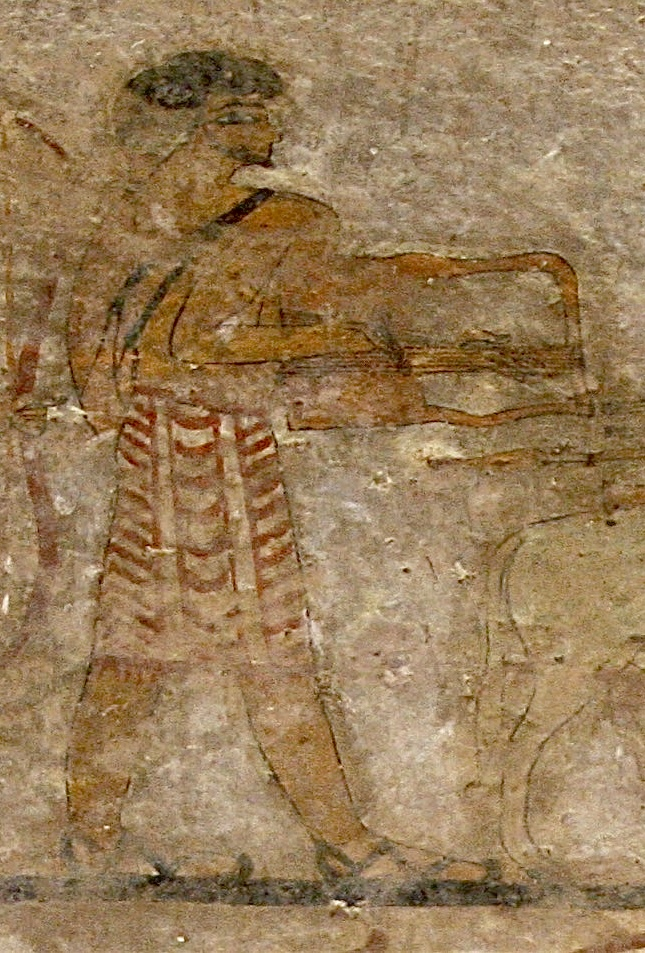
Falfestmény az egyiptomi Beni Hasszánból (Kr. e. 1900)

Az Égei-tenger térségében már jóval a görög nyelvű népek megjelenése előtt is léteztek fejlett húros hangszerek. Ásatások során a kükladikus kultúrából, a Kr. e. 3. évezred elejéről származó márványszobrocskák kerültek elő, melyek némelyikén ívelt háromszög alakú hárfa ismerhető fel. A minószi civilizáció felemelkedésével, a Kr. e. 2. évezred elején azonban a hárfa eltűnt, helyette az ábrázolásokon megjelent egy új hangszer: a lekerekített talpú, láthatólag fából készült, legtöbbször héthúros líra, amely egyeduralkodóvá vált a térség pengetős hangszerei között.
Erre a meglepő váltásra a történettudomány kétféle magyarázatot ad: az egyik szerint a kükladikus hárfa fokozatosan alakult át a minószi lírává, a másik szerint pedig az új hangszer külföldi jövevény, Mezopotámiából érkezett részben Szíria, részben Egyiptom érintésével az Égei-tenger vidékére, egyidejűleg a helyi hárfa hanyatlásával, vagy éppen előidézve azt.

### A keleti lírák
Mezopotámiában a Kr. e. 4. évezredben már létezett egy téglalap formájú líra, első ábrázolásai pecséthengereken ismerhetők fel. Az ásatások során Ur városából e hangszernek Kr. e. 3000-re datált példányai is előkerültek. A keleti lírákra általában jellemző a téglalap formájú test, a gyakran aszimmetrikus felépítés, az egyenlőtlen hosszúságú karok, melynek eredményeként a mélyebb húrok kissé hosszabbak, mint a magasak. A húrok száma akár tizenegy is lehet. A héber Bibliában szereplő kinnór, Dávid zsidó király „hárfája” valószínűleg ilyen fajta líra lehetett.
Az egyiptomi középbirodalom idejéből, a Beni Hasszáni sírok egyikének a kb. Kr. e. 1900-ból származó falfestményén egy szír muzsikus látható hangszerével. Ez a sumér lírához hasonlít, de csak hét húrja van, és a tulajdonosa a jobb kezében egy újdonságot: plektrumot, pengetőt tart, azzal szólaltatja meg hangszerét, nem az ujjaival pengeti, ahogy a mezopotámiai és az egyiptomi lírákat szokás. A hét húr meg a pengető majd az égei-tengeri lírák fő sajátosságai lesznek.

### Kréta, Mükéné
Kréta szigetén, a minószi civilizáció falfestményein, kerámiáin, majd a mükénéi ábrázolásokon a Kr. e. 2. évezred közepétől szerepelnek lírák. Ezek annyiban különböznek keleti rokonaiktól, hogy a téglalap forma helyett testük félkör vagy sarló alakú, szimmetrikus, a díszítésükben – a kükladikus hárfákhoz hasonlóan – stilizált madáralak szerepel a mezopotámiai lírák bikaábrázolása, az egyiptomi lírák lófeje helyett. Úgy tűnik, az égei-tengeri kultúrák – amennyiben valóban keletről örökölték – nem egyszerűen csak befogadták az új, külföldi hangszert, hanem saját képükre is formálták. Ez az ívelt testű líratípus sok mai történész szerint azonos Homérosz aoidoszainak, énekmondóinak phorminxával.
Még a mükénéi civilizáció összeomlását megelőző évszázadban, a Kr. e. 12. században az Égei-tenger térségében egy teljesen új líratípus tűnt fel: a teknőclíra, vagyis a „tulajdonképpeni” líra, a hangszercsalád névadója. Alapvető elemeiben, felépítésében azonos volt a korábbi lírákkal, de a hangot sugárzó hangszertest itt nem fadoboz volt, hanem egy teknős hátpáncélja, amit dobszerűen kifeszített bőrrel fedtek be. Ennek hangszerakusztikai újdonsága az volt, hogy a húrok rezgésére nem egy fadoboz tetőlemeze rezonált, hanem ez a feszes membrán.

### A poliszok kora

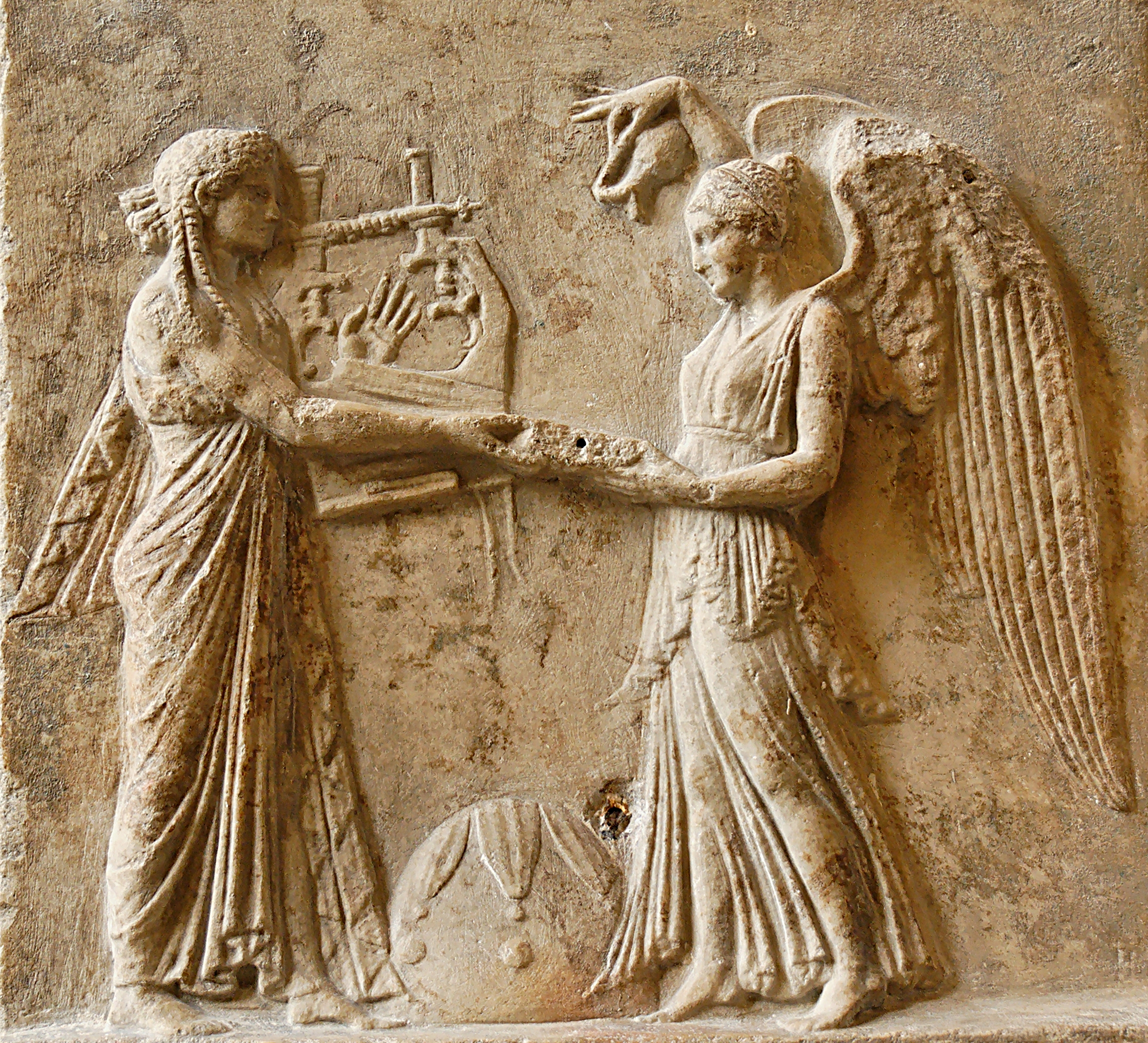
Apollón a kitharódoszok díszes öltözékében és Niké

A görög archaikus korban – a Kr. e. 7. századtól – a lírák családjának négy legfontosabb tagja a fából készült kithara, ennek bölcsőformájú, archaikus változata, a phorminx,  a khelüsz- azaz teknőclíra és a szintén teknőctestű, hosszú karú barbitosz volt. Ebben a korban született meg a kitharódia – a lírával kísért ének –, majd a kitharisztika – az instrumentális lírazene – műfaja.
A bölcsőlíra fokozatosan kiszorult a használatból, a phorminx szó, amely talán a neve volt, lassan kikopott a nyelvből; a klasszikus korra – a Kr. e. 5. századtól – a lírafélék közül már egyre inkább csak kettő jellemző: a teknőcből készült líra és a nagyobb méretű kithara. A két hangszer egyformán népszerű volt, de a szerepük eltérő: a khelüsz-líra a zenetanulás, a műkedvelő, házi muzsikálás, a lakomák kelléke, a kithara a professzionális előadóművész, a dalnok, kitharódosz, illetve a hangszeres szólista, kitharisztész instrumentuma volt.
A görög lírafélék Hellaszon kívül is gyökeret vertek: az etruszk, majd a római kultúra szerves részévé váltak, egyiptomi ábrázolásokon is feltűntek. A líra szó latin megfelelője a fides, a teknőchátú líra neve testudo, a kithara latinul cithara.
A hagyományos „héthangú” líra egyeduralma a húros hangszerek között a Kr. e. 5. század vége felé megingott; a zenei érdeklődés a bonyolultabb, összetettebb hangrendszerek és az ezeket megszólaltatni képes hangszerek, az aulosz, a hárfák felé fordult, a lírák húrjai is sokasodni kezdtek. E jelenségeket Platón elítélte, ezeknek a „sokösszhangú” zeneszerszámoknak Platón államában semmi keresnivalójuk nem volt.

## A líra utóélete

### A középkori Európa
A líra, annak a kitharával rokon doboztestű változata a középkori Európában is használatban volt egészen a 13. századig, északon még később is. Ez a hangszer több dologban különbözött ókori rokonától: a test és a karok, sőt később a keresztrúd is egy darab fából készült, de dobozszerű formában. A test alakja többféle, téglalap alakú, vagy akár a későbbi gitárhoz hasonlóan karcsúsodó. A húrok már nem hangológyűrűkhöz csatlakoztak, hanem a ma megszokott hangolószögekkel vagy hangolókulcsokkal voltak megfeszíthetők. Gyakran a két kar között fogólapjuk is volt. A középkori lírákat ujjakkal pengették, kb. 1000-től vonóval játszottak rajtuk.

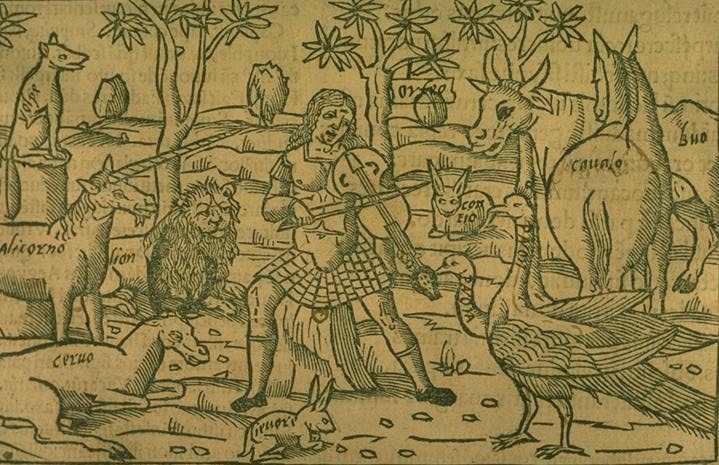
Orpheusz vonós „lírával”

Érdekes, hogy a középkorban a líra éppen a Földközi-tenger vidékéről, ókori tündöklésének színteréről hiányzik, az előkerült hangszerek Britannia, Skandinávia és a Baltikum vidékéről származnak. Valószínűleg a brit-szigetekről terjedt el, Walesben még a 18. században is használtak lírát, a walesi nyelven crwthnak nevezett vonós hangszert.

### Vonós „lírák”
A Bizánci Birodalomban, miután az ókori líra már feledésbe merült, vonós hangszereket kezdtek lírának nevezni. A szóhasználat Itáliába is átterjedt, a lira da braccio és lira da gamba nevű vonós hangszereket még a 16–17. században is használták. A reneszánsz korában a líra fogalma annyira összekapcsolódott a vonós hangszerekével, hogy Apollón és Orpheusz hangszerét is ilyennek gondolták, a képzőművészetben így ábrázolták. Ezt a tévhitet végül Vincenzo Galilei, a csillagász Galilei apja cáfolta meg 1581-ben a Dialogo della musica antica et della moderna című művében.
Lírának neveztek olyan hangszereket is, melyek húrjait forgatókarral hajtott kerék szólaltatta meg: a tekerőlant magyar neve a német Drehleier, „tekerőlíra” szóból ered. Még később más forgatókaros, már a vonósokkal sem rokon hangszer nevében is felbukkan a líra szó, a kurblis kintorna német neve Leierkasten, azaz „líraszekrény.”
A krétai líra és a pontoszi líra szintén az antik lírához nem köthető vonós „líra”, népi hangszer.

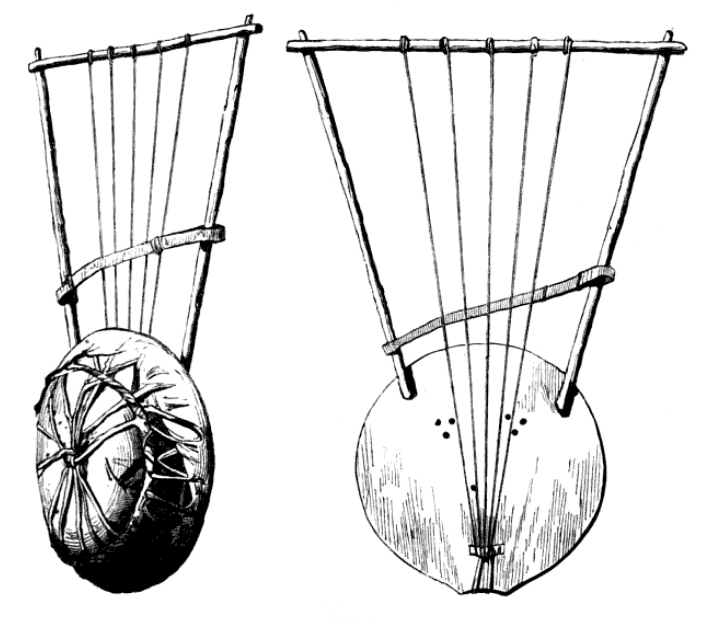
Núbiai kisszár

### Afrika
Északkelet-Afrika területén – elsősorban a nilotikus népek körében – napjainkban is sokfelé találhatók a görög teknőclírához nagyon hasonló csészelírák. Elsősorban a Núbia területén fellelhető kisszár mutat meglepő hasonlóságot az ókori hangszerrel. Neve rokon lehet a görög kithara vagy a latin cithara szóval, felépítése, használati módja azonos a lírával; plektrummal pengetik, és még a karpánt, a telamón is elengedhetetlen tartozéka, ellentétben az ókori egyiptomi lírákkal. Ez a hasonlóság a görög khelüsz-líra afrikai eredetére is utalhatna, de a tény, hogy az egyiptomi ábrázolásokon ez a hangszerváltozat későn, csak a hellenizmus korában jelent meg, nem erősíti meg e hangszer délről észak felé való elterjedését, inkább az ellentétes irányt valószínűsíti.

### Napjainkban
Az ókori görögök által használt hangszerek, hangszercsaládok leszármazottai megtalálhatóak a mai nyugati zenében, a szimfonikus zenekar, vagy legalább a népzene hangszerei között. Az aulosz ma élő rokona az oboa, a klarinét; a trombita, a harsona kapcsolatba hozható a szalpinxszal, az antik hárfák, pszaltérionok kései utódja a koncerthárfa, és sorolhatnánk tovább.
A görögök legkedveltebb hangszere, a líra kivétel: ez a hangszercsalád – néhány afrikai túlélőtől eltekintve – teljesen kihalt. Ennek oka bizonyára korlátozott hangkészlete, hangterjedelme, melynek bővítése a hangszer sajátos felépítése, az egyenlő hosszúságú húrok, a fogólap hiánya miatt szinte lehetetlen. Ennek ellenére – sok más elfeledett hangszerhez hasonlóan – a lírát, a kitharát is megpróbálják napjainkban újraalkotni hangszerkészítők, lelkes amatőrök, zenetudósok. Ugyanakkor a testet öltött próbálkozások hangzását hallgatva is csak alig-alig jutunk közelebb a líra páratlan ókori népszerűségének, különleges megbecsültségének megértéséhez. Még mindig nagyon keveset tudunk erről a hangszerről.